# 伊克倫澤爾鄉
46°32′N 24°17′E / 46.533°N 24.283°E
伊克倫澤爾鄉（羅馬尼亞語：Comuna Iclănzel, Mureș），是羅馬尼亞的鄉份，位於該國中部，由穆列什縣負責管轄，面積62平方公里，海拔高度365米，2007年人口2,248，人口密度每平方公里36人。